# Repentless
Repentless er et studiealbum af thrash metalbandet Slayer, udgivet 11. september 2015.

## Spor
1. Delusions of Saviour
2. Repentless
3. Take Control
4. Vices
5. Cast the First Stone
6. When the Stillness Comes
7. Chasing Death
8. Implode
9. Piano Wire
10. Atrocity Vendor
11. You Against You
12. Pride in Prejudice